# بيرس إم. بي. يونغ
بيرس إم. بي. يونغ هو دبلوماسي وسياسي أمريكي، ولد في 15 نوفمبر 1836 في سبارتانبرغ في الولايات المتحدة، وتوفي في 6 يوليو 1896 في نيويورك في الولايات المتحدة. نشط حزبياً في الحزب الديمقراطي. وقد انتخب عضو مجلس النواب الأمريكي ‏.